# Débat Dewey-Stassen
Le débat Dewey–Stassen, entre Thomas Dewey, gouverneur de l'État de New York et Harold Stassen, gouverneur du Minnesota, eut lieu la veille des élections primaires de l'Oregon du Parti républicain des États-Unis pour l'élection présidentielle de 1948. Ce fut le premier débat présidentiel moderne de l'histoire des États-Unis.
Le débat, qui portait essentiellement sur la question du Parti communiste des États-Unis et sa légalité, fut radiodiffusé à travers tout le pays et écouté par 40 millions de personnes. Certains considèrent que ce débat aida Dewey à remporter les primaires et être intronisé par son parti.

## Contexte
Dewey, candidat républicain perdant, face au président Franklin Roosevelt à l'élection présidentielle de 1944, était considéré comme le candidat favori pour représenter le parti lors de l’échéance présidentielle de 1948. Contre toute attente, Stassen, gouverneur du Minnesota, ancien soldat de l'US Navy pendant la Seconde Guerre mondiale, remporte les primaires républicaines au Wisconsin et au Nebraska. Devançant Dewey dans les sondages, il préférait éviter un débat en pensant que celui-ci pourrait nuire au bon déroulement de sa campagne.
Peter H. Odegard, président du Reed College, proposa aux deux protagonistes l'idée d'un débat radiodiffusé. La guerre froide et la question de la place des idées communistes sur le territoire américain occupant une place prépondérante dans le débat, Dewey choisit le sujet « Le Parti communiste doit-il être interdit ? ». Stassen était pour l'interdiction, mais Dewey était contre.